# Momkovo, Haskovo
Momkovo (în bulgară Момково) este un sat în comuna Svilengrad, regiunea Haskovo,  Bulgaria. 

## Demografie
Componența etnică a satului Momkovo
     Bulgari (91,27%)
     Turci (1,62%)
     Nicio identificare (6,36%)
     Altele (0,73%)
La recensământul din 2011, populația satului Momkovo era de 676 locuitori. Din punct de vedere etnic, majoritatea locuitorilor (91,27%) erau bulgari, cu o minoritate de turci (1,62%). Pentru 6,36% din locuitori nu este cunoscută apartenența etnică.